# Färgsjömons naturreservat
Färgsjömon är ett naturreservat  i Vetlanda kommun i Jönköpings län i Småland.
Området är 20 hektar stort. Det är beläget 4,5 kilometer söder om Stenberga kyrka och består av orörd barrskog som ligger i en svag sluttning mot söder ner mot Färgsjön.
Västra delen av reservatet utgörs till stor del av hällmarkstallskog med gamla tallar. I östra delen växer mer gran. I området finns även en del kärr och andra blöta områden. Det finns gott om död ved. Tack vare att skogen bevarats orörd kan hotade och sällsynta arter av lavar, mossor, vedsvampar, vedinsekter och fåglar finna livsrum där.